# Pulasaren
Pulasaren is een bestuurslaag in het regentschap Kota Cirebon van de provincie West-Java, Indonesië. Pulasaren telt 7313 inwoners (volkstelling 2010).